# Cristiano I di Sassonia
Cristiano I di Sassonia (Dresda, 29 ottobre 1560 – Dresda, 25 settembre 1591) fu Principe elettore di Sassonia e membro della Casata di Wettin.

## Biografia
Egli era il sesto figlio, ma il secondo tra i sopravvissuti dei figli dell'Elettore Augusto I di Sassonia e di Anna di Danimarca. La morte del fratello maggiore Alessandro (8 ottobre 1565), lo rese il nuovo erede dell'Elettorato di Sassonia. I contemporanei lo hanno descritto come talentuoso ma completamente ignorante. Cristiano venne educato dal calvinista Christian Schütz e, inizialmente, coinvolto negli affari di governo di suo padre.

## Regno
Dopo la morte di suo padre e l'ascesa al potere nel 1586, Cristiano mostrò scarso interesse per gli affari di stato e si dedicò a divertimenti, soprattutto alla caccia e all'alcol.
A Cristiano non piaceva il conflitto tra l'ortodossia luterana e il filippismo di Melanchthon, che aveva governato durante il regno dei suoi genitori. Già nel 1585 come co-reggente di suo padre, approvò una legge contro i litigi teologici. Nel 1587 Cristiano chiamò Johann Salmuth a Dresda come predicatore di corte, il quale, tra le altre cose, abolì l'esorcismo al battesimo. Qui era in carica il consigliere e influente cancelliere di Cristiano, Nikolaus Krell. C'era una notevole resistenza a questo criptocalvinismo, sostenuta dalla moglie di Cristiano, Sofia di Brandeburgo.
In politica interna, l'influenza di Krell si affermò nella riduzione dei poteri del Consiglio privato e delle proprietà negli affari di governo. In termini di politica estera, Cristiano dipendeva da suo cognato, Giovanni Casimiro del Palatinato-Simmern. Cristiano era persino convinto che sua sorella, la moglie di Giovanni Casimiro, Elisabetta, stesse pianificando un complotto per omicidio contro suo marito. Con Giovanni Casimiro, Cristiano ha concluso un'alleanza di protezione evangelica e ha sostenuto i protestanti in Francia. Tuttavia si rifiutò di prendere il comando di un esercito ausiliario da inviare.
Cristiano prediligeva i festival e gli spettacoli di ogni tipo, motivo per cui dal 1586 fece allestire il Stallhof di Dresda come luogo di tornei. Inoltre, sotto il suo governo il Königstein fu ampliato come fortezza.
Durante il suo regno venne realizzato il primo catasto dell'Elettorato di Sassonia ad opera di Matthias Oeder. In seguito il lavoro di Oeder venne continuato da Balthasar Zimmermann sino al 1633 e completato per quanto possibile.

## Matrimonio ed eredi
A Dresda, il 25 aprile 1582, Cristiano sposò Sofia, figlia dell'Elettore Giovanni Giorgio di Brandeburgo, dalla quale ebbe sette figli:
- Cristiano (1583-1611);
- Giovanni Giorgio (1585-1656);
- Anna Sabina (nata e morta nel 1586);
- Sofia (1587-1635), sposò Francesco di Pomerania;
- Elisabetta (1588-1589);
- Augusto (1589-1615), sposò Elisabetta di Brunswick-Wolfenbüttel;
- Dorotea (1591-1617), badessa di Quedlinburg.

## Morte
Morì il 25 settembre 1591 a Dresda, all'età di trent'anni, a seguito di dolori allo stomaco e disturbi intestinali. Fu sepolto nella cattedrale di Freiberg.
Suo figlio maggiore, il principe elettore Cristiano II, aveva appena otto anni quando morì, perciò sua moglie e il principe Federico Guglielmo I di Sassonia-Weimar furono nominati suoi tutori.

## Ascendenza
|                                                |                             |                                             | Genitori                                       |  |  | Nonni |  |  | Bisnonni                           |  |  | Trisnonni                                      |  |
|                                                |                             |                                             |                                                |  |  |       |  |  | Alberto III, VIII duca di Sassonia |  |  | Federico II, VII principe elettore di Sassonia |  |
|                                                |                             |                                             |                                                |  |  |       |  |  | Alberto III, VIII duca di Sassonia |  |  | Federico II, VII principe elettore di Sassonia |  |
|                                                |                             | Margherita d'Austria                        |                                                |  |  |       |  |  | Alberto III, VIII duca di Sassonia |  |  |                                                |  |
| Enrico IV, X duca di Sassonia                  |                             |                                             |                                                |  |  |       |  |  | Alberto III, VIII duca di Sassonia |  |  |                                                |  |
|                                                |                             | Sidonia di Boemia                           | Giorgio, re di Boemia                          |  |  |       |  |  |                                    |  |  |                                                |  |
|                                                |                             | Sidonia di Boemia                           | Giorgio, re di Boemia                          |  |  |       |  |  |                                    |  |  |                                                |  |
|                                                |                             | Sidonia di Boemia                           | Cunegonda di Sternberg                         |  |  |       |  |  |                                    |  |  |                                                |  |
| Augusto, XIII principe elettore di Sassonia    |                             | Sidonia di Boemia                           |                                                |  |  |       |  |  |                                    |  |  |                                                |  |
|                                                |                             | Magnus II, VII duca di Meclemburgo-Schwerin | Enrico IV, V duca di Meclemburgo-Schwerin      |  |  |       |  |  |                                    |  |  |                                                |  |
|                                                |                             | Magnus II, VII duca di Meclemburgo-Schwerin | Enrico IV, V duca di Meclemburgo-Schwerin      |  |  |       |  |  |                                    |  |  |                                                |  |
|                                                |                             | Magnus II, VII duca di Meclemburgo-Schwerin | Dorotea di Brandeburgo                         |  |  |       |  |  |                                    |  |  |                                                |  |
| Caterina di Meclemburgo-Schwerin               |                             | Magnus II, VII duca di Meclemburgo-Schwerin |                                                |  |  |       |  |  |                                    |  |  |                                                |  |
|                                                |                             | Sofia di Pomerania-Wolgast                  | Eric II, VIII duca di Pomerania-Wolgast        |  |  |       |  |  |                                    |  |  |                                                |  |
|                                                |                             | Sofia di Pomerania-Wolgast                  | Eric II, VIII duca di Pomerania-Wolgast        |  |  |       |  |  |                                    |  |  |                                                |  |
|                                                |                             | Sofia di Pomerania-Wolgast                  | Sofia di Pomerania-Stolp                       |  |  |       |  |  |                                    |  |  |                                                |  |
| Cristiano I, XIV principe elettore di Sassonia |                             | Sofia di Pomerania-Wolgast                  |                                                |  |  |       |  |  |                                    |  |  |                                                |  |
|                                                | Federico I, re di Danimarca | Cristiano I, re di Danimarca                |                                                |  |  |       |  |  |                                    |  |  |                                                |  |
|                                                | Federico I, re di Danimarca | Cristiano I, re di Danimarca                |                                                |  |  |       |  |  |                                    |  |  |                                                |  |
|                                                | Federico I, re di Danimarca | Dorotea di Brandeburgo-Kulmbach             |                                                |  |  |       |  |  |                                    |  |  |                                                |  |
| Cristiano III, re di Danimarca                 | Federico I, re di Danimarca |                                             |                                                |  |  |       |  |  |                                    |  |  |                                                |  |
|                                                |                             | Anna del Brandeburgo                        | Giovanni I, X principe elettore di Brandeburgo |  |  |       |  |  |                                    |  |  |                                                |  |
|                                                |                             | Anna del Brandeburgo                        | Giovanni I, X principe elettore di Brandeburgo |  |  |       |  |  |                                    |  |  |                                                |  |
|                                                |                             | Anna del Brandeburgo                        | Margherita di Sassonia                         |  |  |       |  |  |                                    |  |  |                                                |  |
| Anna di Danimarca                              |                             | Anna del Brandeburgo                        |                                                |  |  |       |  |  |                                    |  |  |                                                |  |
|                                                |                             | Magnus I, IV duca di Sassonia-Lauenburg     | Giovanni V, III duca di Sassonia-Lauenburg     |  |  |       |  |  |                                    |  |  |                                                |  |
|                                                |                             | Magnus I, IV duca di Sassonia-Lauenburg     | Giovanni V, III duca di Sassonia-Lauenburg     |  |  |       |  |  |                                    |  |  |                                                |  |
|                                                |                             | Magnus I, IV duca di Sassonia-Lauenburg     | Dorotea di Brandeburgo                         |  |  |       |  |  |                                    |  |  |                                                |  |
| Dorotea di Sassonia-Lauenburg                  |                             | Magnus I, IV duca di Sassonia-Lauenburg     |                                                |  |  |       |  |  |                                    |  |  |                                                |  |
|                                                |                             | Caterina di Brunswick-Wolfenbüttel          | Enrico IV, IX duca di Brunswick-Wolfenbüttel   |  |  |       |  |  |                                    |  |  |                                                |  |
|                                                |                             | Caterina di Brunswick-Wolfenbüttel          | Enrico IV, IX duca di Brunswick-Wolfenbüttel   |  |  |       |  |  |                                    |  |  |                                                |  |
|                                                |                             | Caterina di Brunswick-Wolfenbüttel          | Caterina di Pomerania-Wolgast                  |  |  |       |  |  |                                    |  |  |                                                |  |
|                                                |                             | Caterina di Brunswick-Wolfenbüttel          |                                                |  |  |       |  |  |                                    |  |  |                                                |  |